# Calophasia opalina
Calophasia opalina (Syn.: Calophasia casta) ist ein Schmetterling (Nachtfalter) aus der Familie der Eulenfalter (Noctuidae).

## Merkmale

### Falter
Die Flügelspannweite der Falter beträgt 26 bis 31 Millimeter. Die Vorderflügel sind leuchtend weiß gefärbt, im Mittelfeld und der Subterminalregion jedoch braungrau bis blaugrau verdunkelt und durch eine Brücke verbunden. Makel und Querlinien fehlen oder sind undeutlich ausgebildet. In der Mitte des Außenrandes hebt sich oftmals ein weißes v-Zeichen ab. Die Hinterflügel sind zeichnungslos weiß gefärbt, am Außenrand etwas verdunkelt und mit seidig weißen Fransen versehen. Kopf und Thorax sind ebenfalls seidig weiß behaart. Aufgrund der sehr charakteristischen Zeichnungselemente ist die Art unverwechselbar. Der Saugrüssel ist gut entwickelt.

### Raupe, Puppe
Ausgewachsene Raupen haben eine grauweiße Grundfärbung, eine gelbe Rückenlinie und sind mit schwarzen, an den Segmenteinschnitten unterbrochenen Nebenrückenlinien sowie an den Seiten mit gelben Flecken und vielen kleinen, schwarzen Punkten versehen.
Die Puppe ist gelbbraun gefärbt.

## Verbreitung und Lebensraum
Das Vorkommen von Calophasia opalina erstreckt sich weiträumig durch Südeuropa sowie ostwärts mit einigen Lücken bis nach Zentralasien. Sie besiedelt bevorzugt warme Hänge, Trockenrasenflächen sowie Sanddünen.

## Lebensweise
Calophasia opalina bildet zwei Generationen pro Jahr aus, deren Falter von April bis Juni sowie von Juli bis September anzutreffen sind. Sie werden in der Dämmerung aktiv, besuchen zur Nektaraufnahme verschiedene Blüten und erscheinen in der zweiten Nachthälfte zuweilen in Anzahl an künstlichen Lichtquellen. Die Raupen ernähren sich von den Blättern und Blüten verschiedener Löwenmaul- (Antirrhinum), Rittersporn- (Delphinium) oder Leinkrautarten (Linaria). Die auf die erste Generation folgenden Puppen verbringen eine Puppenruhe von nur 14 bis 16 Tagen, die auf die zweite Generation folgenden Puppen überwintern.